# Bataille de Kazan (1774)
Guerre des Paysans russes (1773-1775)
La bataille de Kazan est une bataille majeure survenue pendant la Révolte de Pougatchev, également appelée Guerre des paysans russes. Elle a eu lieu du 12 au 15 juillet 1774 à Kazan et dans ses environs. La première phase de cette bataille intervient dans la matinée du 12 juillet, lorsque les rebelles, dirigés par Emelian Pougatchev défont les troupes impériales et assiègent le kremlin de Kazan. Au cours de la bataille une partie des troupes gouvernementales fait défection et se joint aux rebelles. Mais dans la soirée, des troupes tsaristes, sous le commandement de Ivan Mikhelson atteignent Kazan et battent les rebelles dans deux séries de combats, les 13 et 15 juillet, forçant Pougatchev à la retraite à Tsariovokokchaïsk et ensuite à traverser la Volga. Seules 500 des 25 000 et 15 000 rebelles qui ont participé respectivement aux première et dernière phases de la bataille y ont réchappé.

## Contexte
Kazan est menacé par Emelian Pougatchev depuis le début de l'automne 1773. De nombreux nobles de la ville nobles ont fui à Moscou, ce qui augmente les craintes des habitants. Un plan de défense a été élaboré par le haut commandement russe et a approuvé personnellement par Catherine II.

### Défense de Kazan
3 secteurs de défense sont organisés dans la ville. La première, sous le général Banner, s'étend de la rivière de la Kazanka et de la plaine d'Arsk au lac de Kaban (ru). Les troupes gouvernementales y ont été renforcés par des élèves du gymnasium de Kazan commandés par Kanitsa et par des miliciens armés de la ville. La deuxième va de la Pleteni au quartier de Iamskoï, commandé par le général-major Larionov, et le troisième de Iamskoï à la Kazanka, sous les ordres du colonel Svetchine. La zone au nord de la citadelle est défendue par les troupes de l'Amirauté, commandée par Chtcheline. La citadelle elle-même a été renforcée et la garnison en ordre de combat, est dirigée par Letsko. Les monastères du Zilant et de l'Amirauté sont transformés en forteresses, des redoutes sont installées sur les rives de la Kazanka et de la plaine d'Arsk, et des chevaux de frise autour de la ville, protégeant neuf canons. Les faubourgs ne sont pas défendus par les troupes gouvernementales.
Il y a un millier d'hommes de l'armée régulière à Kazan, et le nombre des défenseurs atteint 2000 avec les policiers, les troupes de l'Amirauté et les pompiers. Le 2 juillet, le gouverneur von Brandt annoncé l'imminence de l'attaque des révoltés.

### Rebelles
Dix mollahs envoyés par les agents de Catherine II pour appeler les habitants à se mobiliser contre Pougatchev ont été tués par les rebelles. L'évêque Orthodoxe Veniamine a appelé les Chrétiens à refuser de se joindre à l'armée de Pougatchev. De nombreux paysans de la région correspondant auTatarstan moderne rejoignent cependant la rébellion et marchent sur Kazan.
Le 10 et 11 juillet les troupes de Pougatchev campent au nord-est de Kazan, entre Troitskaïa Noksa et le village de Tsaritsyno (ru). Elles comportent 25 000 hommes, principalement des Cosaques, soutenus par des Tatars et des paysans oudmourtes, ainsi que des cavaliers bachkirs. Seuls les Cosaques ont des armes à feu ; les Bachkirs sont armés d'arcs, tandis que les paysans sont le plus souvent armés de bâtons et de pieux. Le 11 juillet, Pougatchev s'approche de Kazan avec un interprète et exige que les forces loyalistes abandonnent la ville. La communauté tatare est invitée à soutenir la rébellion. Von Brandt refuse de désarmer. Les quartiers tatares envoient cependant soixante-dix émissaires munis de présents à Pougatchev. Ils lui révèlent les faiblesses de la défense de la ville.
Le 12 juillet, à quatre heures du matin, Pougatchev convoque un conseil de guerre et divise son armée en 4 groupes. Les deux premiers, commandés par Beloborodov et Mineïev ont pour mission d'attaquer le champ d'Arc, le groupe principal, commandé par Pougatchev lui-même, celle d'attaquer le quartier de l'usine de draps de Soukonny. Le groupe commandé par Ovtchinnikov et Bakhmoutov doit prendre les faubourgs tatares. L'attaque doit commencer à six heures après la prière.

## Bataille

### Attaque de Kazan
Beloborodov prend le bois de Neïelova et la zone correspondant à l'actuel Park Gorki, et s'approche de la citadelle par la route qui est maintenant la rue Karl Marx. Les canons de Pougatchev de canons neutralisent l'artillerie gouvernementale et bombardent les défenseurs de l'usine textile Driablov. Les travailleurs rallient l'armée rebelle. Le quatrième groupe de rebelles atteint les quartiers de Mokry et de l'Amirauté.
Les troupes du gouvernement sont forcées de battre en retraite et sont assiégées dans la citadelle. Près de la moitié des défenseurs, surtout les Tatars, ont changé de camp. Les quartiers de maisons de pierre de la partie centrale de Kazan, occupés principalement par des nobles russes et des marchands, sont incendiés. Sukonny et les quartiers tatars sont en revanche épargnés .
Pougatchev ordonne à ses troupes de ne pas exécuter les civils et les prisonniers. Ils sont amenés dans le village voisin de Savinovo, où il les invite à se joindre à ses troupes. Un prêtre luthérien prisonnier est ainsi nommé colonel colonel de l'infanterie de Pougatchev, mais les nobles et ceux qui refusent de se soumettre sont finalement massacrés.

### Famille de Pougatchev
La famille de Emelian Pougatchev, sa femme Sofia Dmitrievna, son fils âgé de 11 ans Trofim, ses filles Khristina et Agrafena et son frère, ont été emprisonnés à Kazan au début de la rébellion. Les autorités aurait souhaité que Sofia Pougatcheva confirme qu'Emelian n'est pas Pierre III, le l'empereur déposé par un complot pour porter au pouvoir Catherine II, mais un simple Cosaque, et qu'elle porte cette information de ville en ville. Lorsque les troupes de Pougatchev avancent, elles libèrent sa famille. Trofim aurait interpelé son père, mais celui-ci aurait indiqué qu'il n'est qu'un ami de cette famille et les aurait confié à un convoi de transport.

### Arrivée de Mikhelson
Le Kremlin est encerclée, les canons rebelles sont installés près de la Tour Spasskaïa et les bombardements commencent. L'après-midi, Pougatchev arrête l'attaque et se retire dans la plaine d'Arsk, où il participe à un service religieux. Il dine ensuite avec chez le marchand tatar Moussa Apanaïev.
Dans la soirée les troupes gouvernementales venant d'Oufa commandées par Ivan Mikhelson atteignent Kazan. Un violent engagement a lieu au village de Tsaritsyno, à l'emplacement actuel de la rue Gogol, sans résultat décisif. Pougatchev recule dans les villages de Savinovo et de Soukhaïa. Le 13 juillet, il essaye de continuer le siège de la citadelle, mais sous la pression d'Ivan Mikhelson et Pavel Potemkine (ru) les rebelles sont forcés de battre en retraite. Le 15 juillet les 15 000 hommes de l'armée de Pougatchev sont défaits dans la plaine d'Arsk. Pougatchev s'échappe avec 500 hommes à Tsariovokokchaïsk,et traverse la Volga le 18 juillet, pour continuer sa lutte. Mikhelson ne peut le suivre, les forces gouvernementales n'ayant pas de chevaux.
Les captifs sont emprisonnés dans un camp dansde la banlieue de Bichbalta jusqu'à leur procès. Deux potences sont installées à l'automne, l'une à Soukonny, l'autre dans le quartier tatar. De nombreux captifs rebelles sont exécutés, y compris Beloborodov et Mineïev.

## Suites
Après la fuite de Pougatchev, certains groupes de rebelles, commandés par Bäxtiär Qanqayıv et Usman Timerev poursuivent la résistance, mais ils sont peu à peu neutralisés par les troupes gouvernementales.
La bataille de Kazan est une date importante dans l'histoire du Tatarsan. Jusqu'à 85 000 tatars ont participé à la rébellion. Celle-ci a été sévèrement réprimée, mais l'impératrice et le gouvernement ont poursuivi une politique de soutien à la noblesse et au clergé musulmans, afin d'éviter de favoriser de tels soulèvements dans l'avenir en se les opposant. L'oppression féodale sur les paysans est cependant restée une caractéristique de la période qui a suivi.
Cette bataille a pris également une place significative dans la culture soviétique. Le premier film tatar Bulat-Batır noue son intrique autour de la révolte de Pougatchev dans le Tatarstan et du siège de Kazan.